# NGC 1195
NGC 1195 (другие обозначения — MCG -2-8-42A, NPM1G -12.0111, PGC 11517) — галактика в созвездии Эридан.
Этот объект входит в число перечисленных в оригинальной редакции «Нового общего каталога».
На небе находится рядом с галактикой NGC 1196, но у этих двух объектов лучевые скорости сильно различаются, поэтому они не могут быть физической парой. Однако, NGC 1195 может образовывать пару с NGC 1200, так как лучевые скорости этих галактик отличаются всего на 140 км/с. Но расстояние между ними, скорее всего, составляет несколько миллионов световых лет.